# Bol'šeust'ikinskoe
Bol'šeust'ikinskoe (in russo Большеустьикинское?; in baschiro Кушнаренко) è un villaggio della Russia europea orientale, situato nella Repubblica autonoma della Baschiria; appartiene al rajon Mečetlinskij, del quale è il centro amministrativo.
Il villaggio è situato sulla riva destra del fiume Aj.